# Villa du Pont d'Oly
La villa du Pont d'Oly, à Jurançon en Béarn, dans le département des Pyrénées-Atlantiques désigne des vestiges gallo-romain de l'époque du IVe siècle, situés sur la rive gauche du Neez.
Les premiers vestiges retrouvés sont indubitablement des thermes, le bâtiment mesurant 38 mètres et comprenant 16 pièces, dont la moitié mosaïquées. Sur la rive gauche du Neez ont été retrouvés les vestiges d'une station thermale avec une pièce mosaïquée aux motifs figuratifs dont un Neptune entouré d’animaux marins, et sur la rive droite une construction comprenant une galerie en hémicycle d’où partaient des pièces chauffées au sol orné de mosaïques polychromes. La station thermale pourrait avoir été construite dans le but de satisfaire les chefs du camp militaire construit sur le site de Guindalos.
Toutefois, si ces vestiges étaient dans un bel état de conservation en 1850, ils ont été fortement endommagés par la suite. La villa a été découverte vers 1770, à un moment où l’archéologie préventive n’existait pas.
En effet, la précipitation avec laquelle furent conduites les fouilles menées par les Anglais Bradshaw et Hodgson et les cantonniers de la ville en 1850, a occasionné des dommages inestimables. Des morceaux de tête du dieu Neptune ont ainsi été arrachés. Quelques années plus tard en 1875, les fortes crues du Neez endommagent gravement les sols en mosaïque.
Ces dommages sur ces vestiges historiques, conduisent la commission nationale des monuments historiques à radier le site de la liste des Monuments historiques en 1886.
Enfin en 1989, les restes d’une villa gallo-romaine sont mis au jour sur la rive droite du Neez, où apparait une grive sur un cep de vigne,,.
D'autres vestiges d'une villa romaine de 166 m² équipée de thermes ont été mis au jour au quartier Las Hies en 1958,,. Dans les bains de la villa de Las Hies à Jurançon, une salle de 12,90 m2 était chauffée et remplissait la même fonction que la précédente. La salle du bain froid était deux fois plus vaste que le tepidarium et le caldarium réunis, dénotant sans doute une utilisation pour des exercices physiques.
Les mosaïques retrouvées sur le site font remonter la culture de la vigne à l'antiquité en Béarn, puisque des plants Petit verdot, ancêtre du petit manseng, cépage traditionnel du vignoble du jurançon y sont représentés.
Le terme Oly signifie « huile » en béarnais, témoignant du fait que les eaux calmes du Neez contrastent avec les eaux tumultueuses des gaves descendant des Pyrénées que l'on trouve généralement en Béarn.

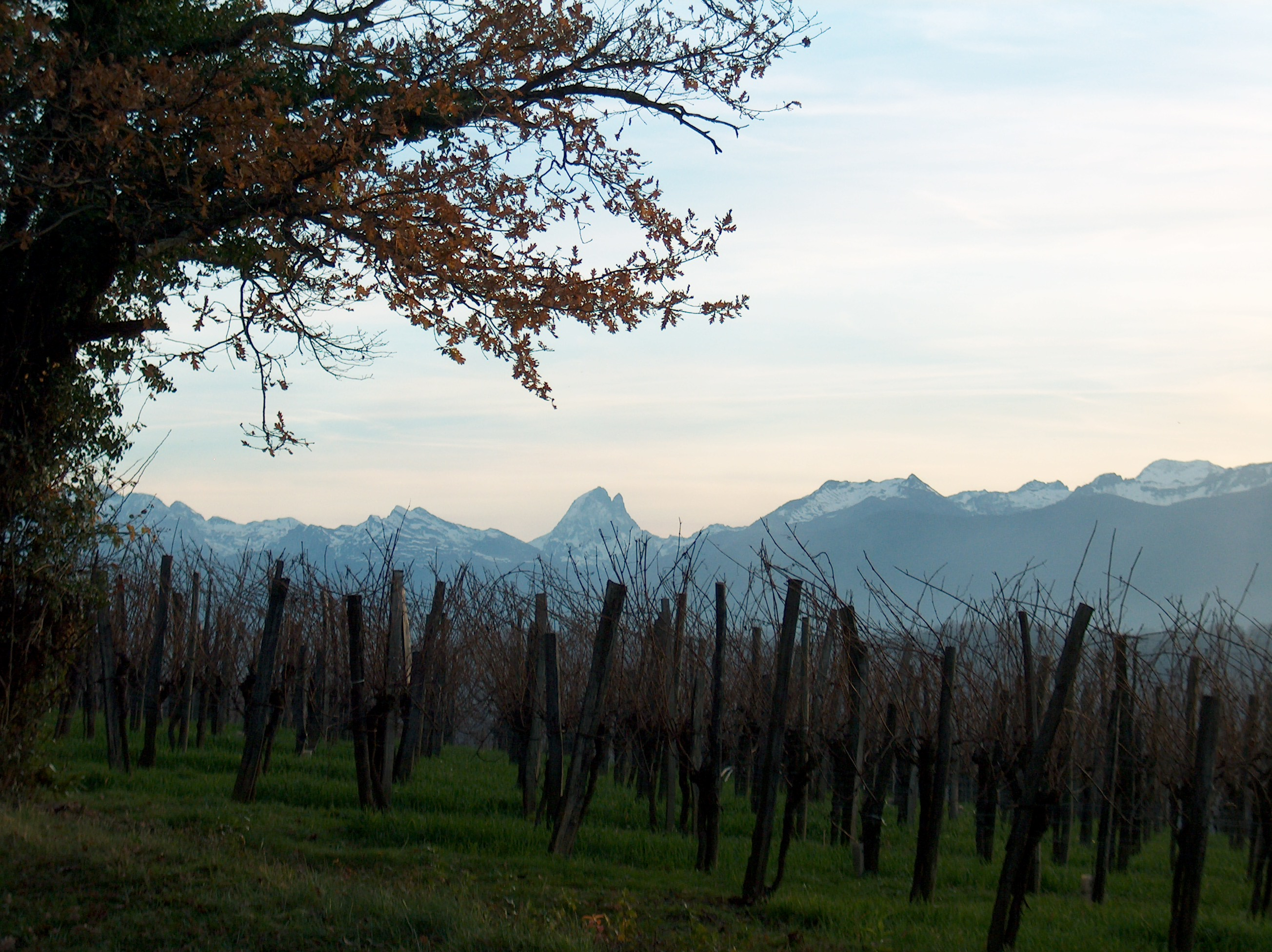
Vignoble du jurançon et pic du Midi d'Ossau.

## Histoire
Le Béarn, et la région de Jurançon et de Pau, étaient sans doute occupés par les Venarni (latin Beneharnensis) du temps de la Novempopulanie. Leur capitale était Beneharnum, future Lescar.

« Le Béarn primitif n'a pas de légendes, et un voile épais recouvre son passé »

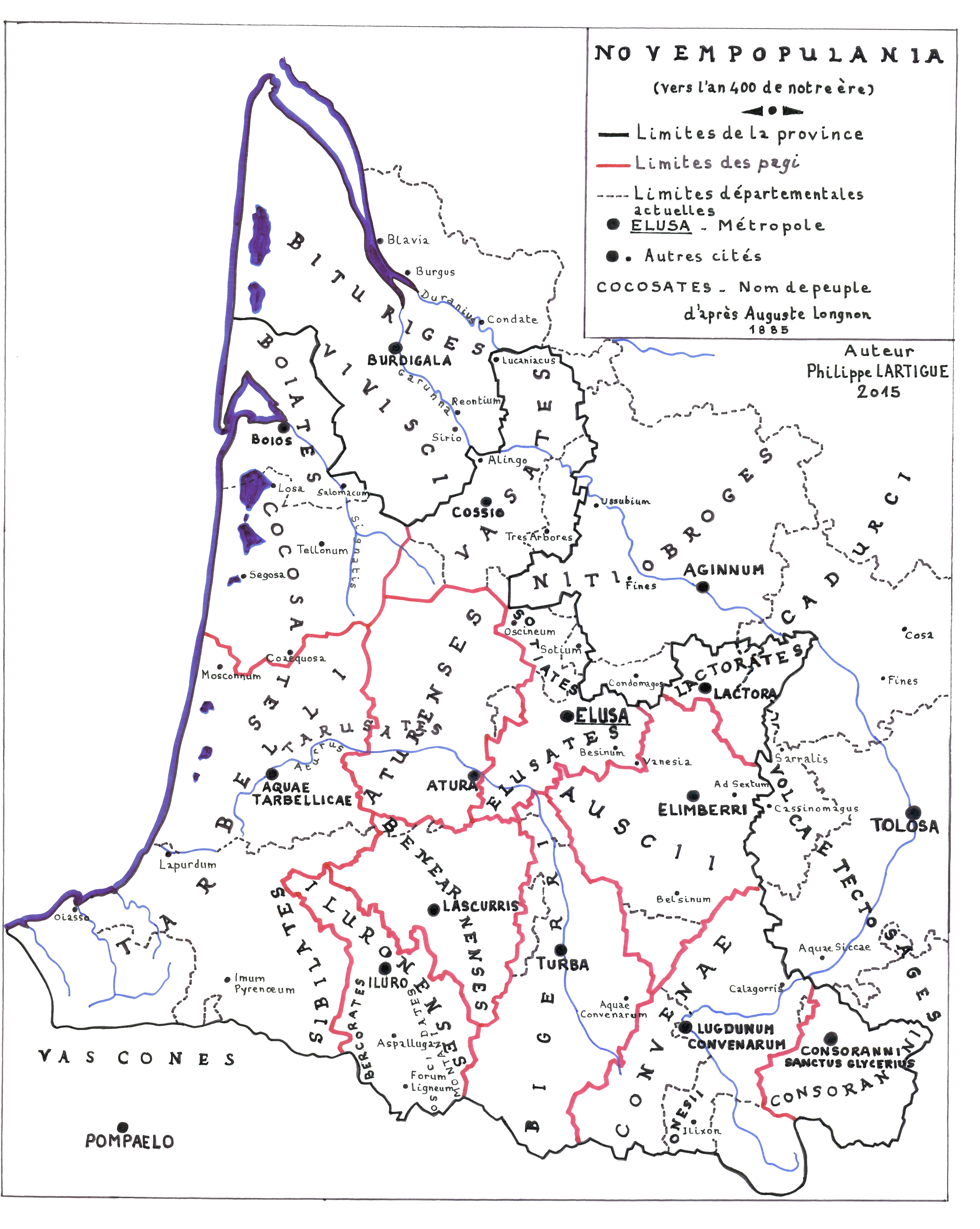
La Novempopulanie

— Émile Garet

## Découverte

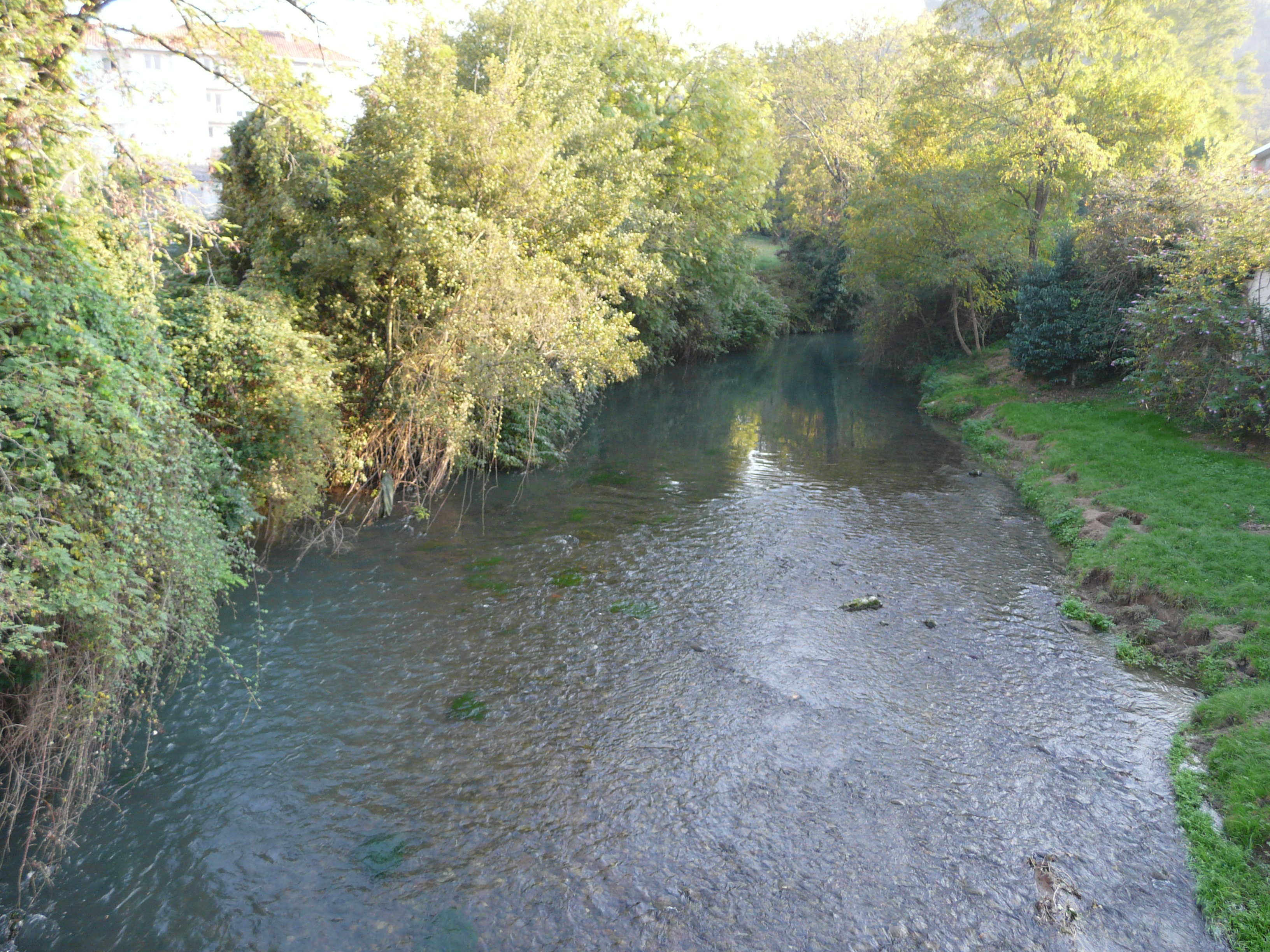
Le Neez, en amont de Jurançon.

Les premiers témoignages de ces vestiges retrouvés sur les rives du Neez sont établis en 1801 par Emmanuel de Serviez, alors préfet des Basses-Pyrénées et par Pierre Bernard Palassou.
Un rapport du préfet au ministère de l'Intérieur du 9 thermidor an IX (28 juillet 1801) permet de dater en 1770 la première découverte connue des mosaïques du Pont d'Oly

« Il y a environ trente ans que des paysans labourant un champ soulevèrent des débris de maçonnerie et des petits cailloux travaillés avec art, qui occasionna une fouille dont le résultat fut de mettre à découvert une petite portion de mosaïque. Le peuple se rappela cette époque qu'il avait existé dans cet endroit un château de fées et une meule d'or enchantue. »

— Emmanuel de Serviez
En 1838, Jean François Xavier Larriu, propriétaire du terrain, fait financer des fouilles sur la rive droite, et l'on met alors au grand jour une colonne de marbre de 1,80 mètre de long et 0,22 mètre de large sans la présence de base et de chapiteau. Cette découverte, combinée à celle des mosaïques atteste la présence d’une villa. La découverte officielle en est toutefois souvent attribué à un jeune Anglais de 16 ans, Sabine Baring-Gould, hivernant à Pau à la Belle Époque en mars 1850, qui déterre les mosaïques du Pont d’Oly. Baring-Gould avait bénéficié des conseils du bibliothécaire de la ville, M. Hatoulet. Baring-Gould fait part de sa découverte au journal anglais The Illustrated London News.
Ces fouilles initiales sont prolongées par des fouilles sur la rive gauche. Enfin, en 1921 Constant Lacoste confirme l’existence de murs sur la rive droite et reprend les découvertes de Charles Le Cœur.
Au début du XXe siècle, les débris des objets trouvés se composent de briques, de tuiles plates et de leurs canaux de recouvrement, d’un chapiteau évoquant le corinthien et d’un segment de meule. Ces deux derniers objets sont conservés à la bibliothèque de Pau.
Les fouilles connaissent un engouement important, et de nombreux visiteurs viennent admirer le site. Devant ce succès, des journaux palois, Le Mémorial et La Constitution ouvrent une souscription afin de financer les fouilles afin de bâtir un hangar (673 francs de recette) destiné à protéger les mosaïques, ainsi qu’une cabane pour loger un gardien. Face au refus du fermier qui refusait de laisser recouvrir d'un abri les restes mis au jour, le propriétaire du terrain fait casser le bail en justice et la Ville de Pau, par l'intermédiaire de Jean-Baptiste Castetnau, maire de Pau, signe le 11 Avril 1850, un bail de vingt ans (somme annuelle de 100 Francs) avec Jean-Baptiste Mourot.
La ville de Pau s'adjugeait ainsi le droit de faire faire de nouvelles fouilles et de devenir propriétaire des objets découverts, en tant que bailleur. Un crédit supplémentaire de 2500 francs est dédié à la construction d'un abri de 160mètres carrés, destiné à protéger le site. Enfin, Jean Manescau, député des Basses-Pyrénées, alloue une somme additionnelle de 200 francs sur le crédit des monuments historiques.
La ville de Pau ne possède pas de musée à cette époque, puisque le musée des Beaux-Arts de Pau ne voit le jour qu'en 1864.
Dans la nuit du 21 au 22 aout 1851, 60 pièces de la mosaïque furent volées. La Ville de Pau fait construite une maisonnette pour abriter un gardien, et accorde à Jean Arribe la possibilité de faire payer les visites 10 centimes par visiteur.
Justin Lallier est le premier à publier un plan de la mosaïque à l'imprimerie Vignancour. Ce plan, à l'échelle 1/80e est inexact et incomplet, mais indique l'état de fouilles. Charles Le Cœur se remet au travail, et publie en 1856 chez Auguste Bassy, son étude sur les Mosaïques de Jurançon et de Bielle, contenant une description exhaustive des ruines, un plan et des dessins.
En 1863, la ville de Pau renouvelle le bail avec Arnaud Barraque, agriculteur de Jurançon.
En 1882, le site n'existait plus, les visiteurs ayant emporté trop de morceaux des mosaïques depuis l'ouverture des visites. Ainsi, lorsque le propriétaire du terrain Mourot le met en vente, la Ville de Pau ne s'en émeut guère puisque le site est désormais vide.
Le site est peu à peu laissé à l'abandon, faute de crédits pour l'entretien. De généreux donateurs avaient toutefois financé les fouilles, parmi lesquels le baron de Laussat, le colonel Ridley, M, Stewart, ou les barons Alphonse et Edmond de Rothschild.

« Les débordements du Néez, le peu de soin dont la mosaïque fut entourée, le vandalisme des visiteurs en amenèrent la destruction progressive, et lorsque la propriété fut vendue, il y a peu de mois, les restes peu considérables furent dispersés. Aujourd'hui, il n'existe plus d'autre trace de ce monument qu'une multitude de cubes de diverses couleurs l'épandus sur le champ où la trouvaille avait été faite. Il est regrettable que les fonds affectés par la Ville de Pau pendant plus de trente ans à la conservation de ce monument, n'aient pu amener un meilleur résultat. Le transport des mosaïques au Musée aurait coùté beaucoup moins cher et nous aurions aujourd'hui les plus beaux panneaux de ces ouvrages. »

— Léon Soulice, Président de la Société des sciences, lettres et arts de Pau et du Béarn
En 1886, la commission des Monuments historiques radie le site de la liste des monuments classés. La consultation des maires de Jurançon et de Pau n’aboutit à rien de concret pour la reprise et la restauration du site.
En 1977, la villa semble perdre de sa valeur, comme l'atteste la conduite des travaux sur la RN 134, impactant un des méandres du Neez, et occasionnant la destruction d'une partie des vestiges et de la villa.
La commission départementale des sites, perspectives et paysages valide la conduite des travaux, sans considération pour l'histoire de ce site archéologique.
Enfin, la municipalité de Jurançon a refusé de contribuer au financement de la restauration des mosaïques.[réf. nécessaire]

## XXIesiècle
Le site archéologique n'est plus visible à son emplacement original de nos jours, puisqu'il est enfoui sous la ZAC du Vert-Galant, avenue Rauski à Jurançon.
Ainsi, le garage Barat est construit au dessus des anciennes thermes.
La déchetterie de Jurançon et les locaux de Pau Diffusion Presse SA ont été construits à l'emplacement de l'ancienne villa romaine, sur la rive droite du Neez .
Toutefois, certains fragments de mosaïques sont visibles à la cave des producteurs de Jurançon,. La Cave est le 1er site touristique du Béarn, et figure au 3e rang des entreprises les plus visitées de France, avec près de 270 000 visiteurs par an,.
Plusieurs fragments de mosaïques du IVe siècle, issus de la villa gallo-romaine du Pont d’Oly sont exposés dans le chai de vieillissement semi-enterré. Sur l’un de ces fragments de mosaïques, on peut apercevoir une feuille de vigne qui atteste la culture de la vigne par les occupants de la Villa du Pont d'Oly.
D'autres fragments sont visibles à Maison du Patrimoine d'Oloron-Sainte-Marie.

## Description

### Thermes
Les murs de fondation s'entrecroisaient, et les nombreux canaux de captation des eaux calmes du Neez  acheminaient l'eau vers des bassins de marbre, emplissant les piscines et chauffant les étuves.

### Bâtiment
D’après le rapport de fouille et l’article de Georges Fabre, des mosaïques colorées à décors géométriques, végétaux ou ornés d’oiseaux, sont retrouvées dans plusieurs salles.
Les éléments en marbre retrouvés sur le site attestent la construction d’une riche villa.
L’édifice devait être supporté par des colonnes et des chapiteaux, qui, ont selon toute vraisemblance furent réutilisés après la destruction des lieux.
Plusieurs thermes de villa romaine construits au IVe siècle sont dotées de pièces froides jouxtant les bains, et il est difficile de leur attribuer une autre fonction que sportive. C'est notamment le cas de la villa du Pont-d'Oly, avec ses deux salles froides, en plus du frigidarium.

#### Dimensions
Les vestiges comprennent un portique ouvert en façade : 34,04 mètres de long sur 3,74 mètres de large terminé par deux pièces rectangulaires, un vestiaire et une pièce pour chauffer l’eau. Une cour intérieure de 9,70 mètres de long sur 7,94 mètres de large est encadrée de portiques, ornée au centre d’un bassin et terminée par un hémicycle.
L’édifice comprend un total de seize pièces :
- la galerie A devait être utilisée comme promenoir ;
- la pièce B devait être utilisée comme vestiaire ;
- l'atrium et l’hémicycle devaient servir de lieu de conversation ;
- la salle K était probablement un salon de repos ;
- les salles X, L, M, devaient accueillir des baignoires ;
- les salles G et J, devaient abriter les bains d’eau tiède ;
- la pièce N pouvait être destinée aux onctions ;
- les salles P et Q formaient un sauna ;
- la salle R recevait les combustibles destinés au chauffage des pièces P et Q.

### Mosaïques
Les mosaïques colorées avec des décors géométriques, végétaux ou ornés d’oiseaux ont été retrouvées dans plusieurs salles. L'une d'elles représente Neptune armé de son trident. D'autres s’ornent de sirènes, et de nombreux types de poissons différents, représentés sur un fond dont la couleur dominante est le jaune. On peut également observer des tridents, des nymphes assises sur des monstres marins, et des poissons de différentes tailles.
Puisqu'elles représentent la culture de la vigne, ces mosaïques semblent confirmer une origine antique de la tradition viticole en Béarn.
Le jurançon était sans doute déjà connu des Romains, puisque des mosaïques représentent distinctement une grive en train de becqueter une large grappe, alors que d'autres montrent des plants de petit verdot, ancêtre du petit manseng, cépage traditionnel du vignoble.
Ces mosaïques sont typique de l’école d’Aquitaine du IVe siècle.

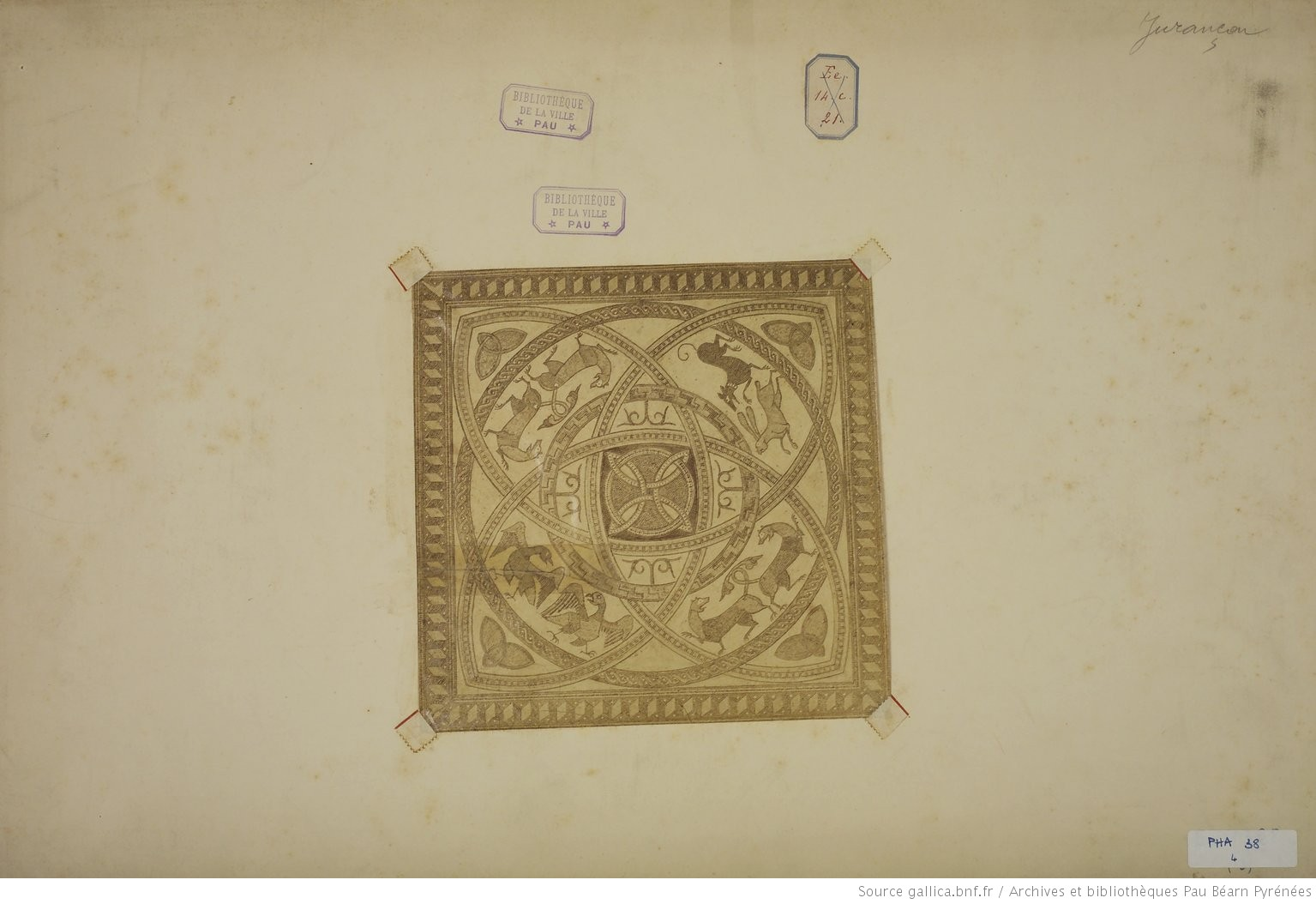
Mosaïque du Pont d'Oly.
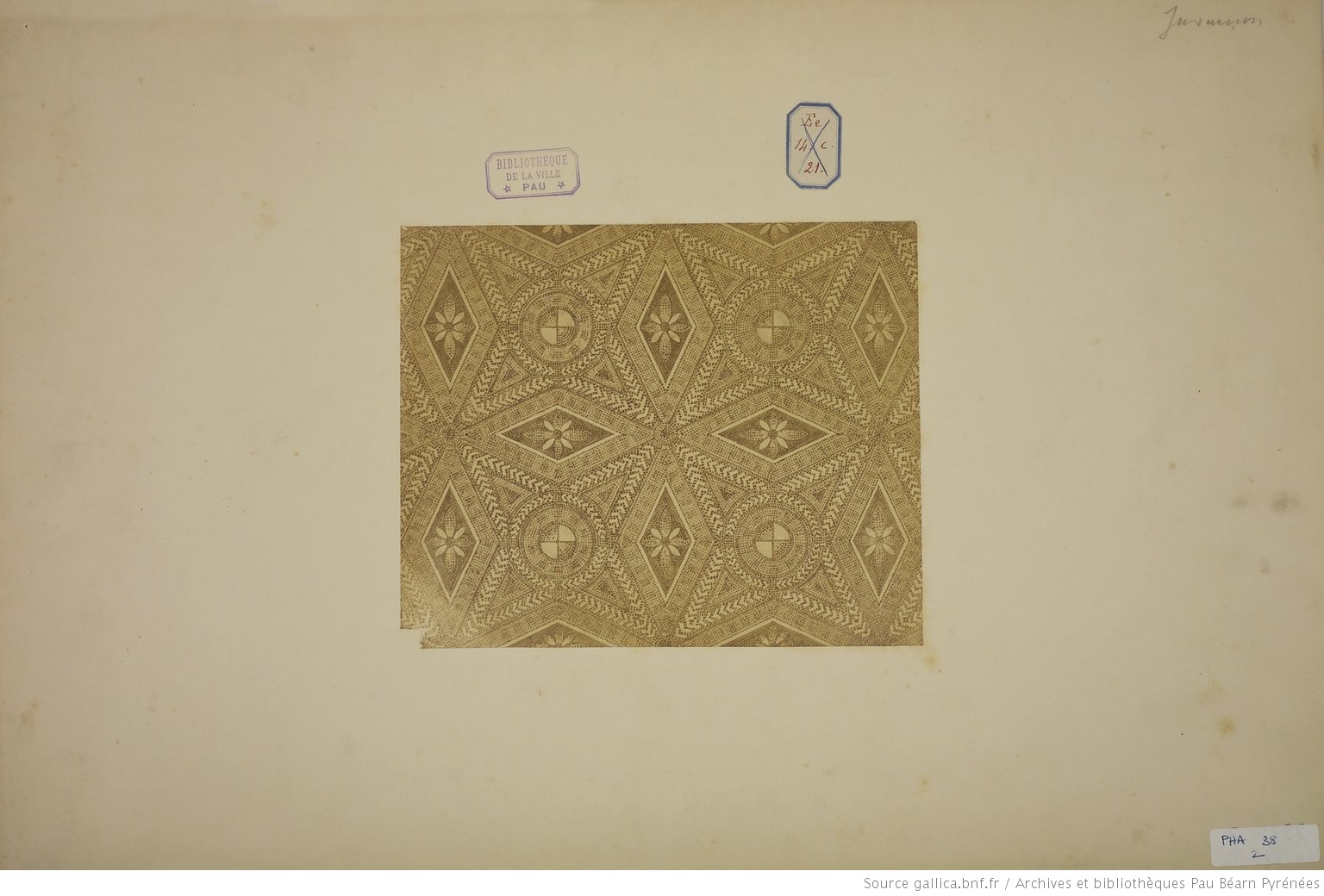
Mosaïque du Pont d'Oly.

## Recherches de vestiges gallo-romains en Béarn
Des vestiges gallo-romains ont été retrouvés à plusieurs emplacements en Béarn.
Les fouilles menées sur le site de la villa de Lalonquette ont mis au jour le chai le plus méridional d’Aquitaine :

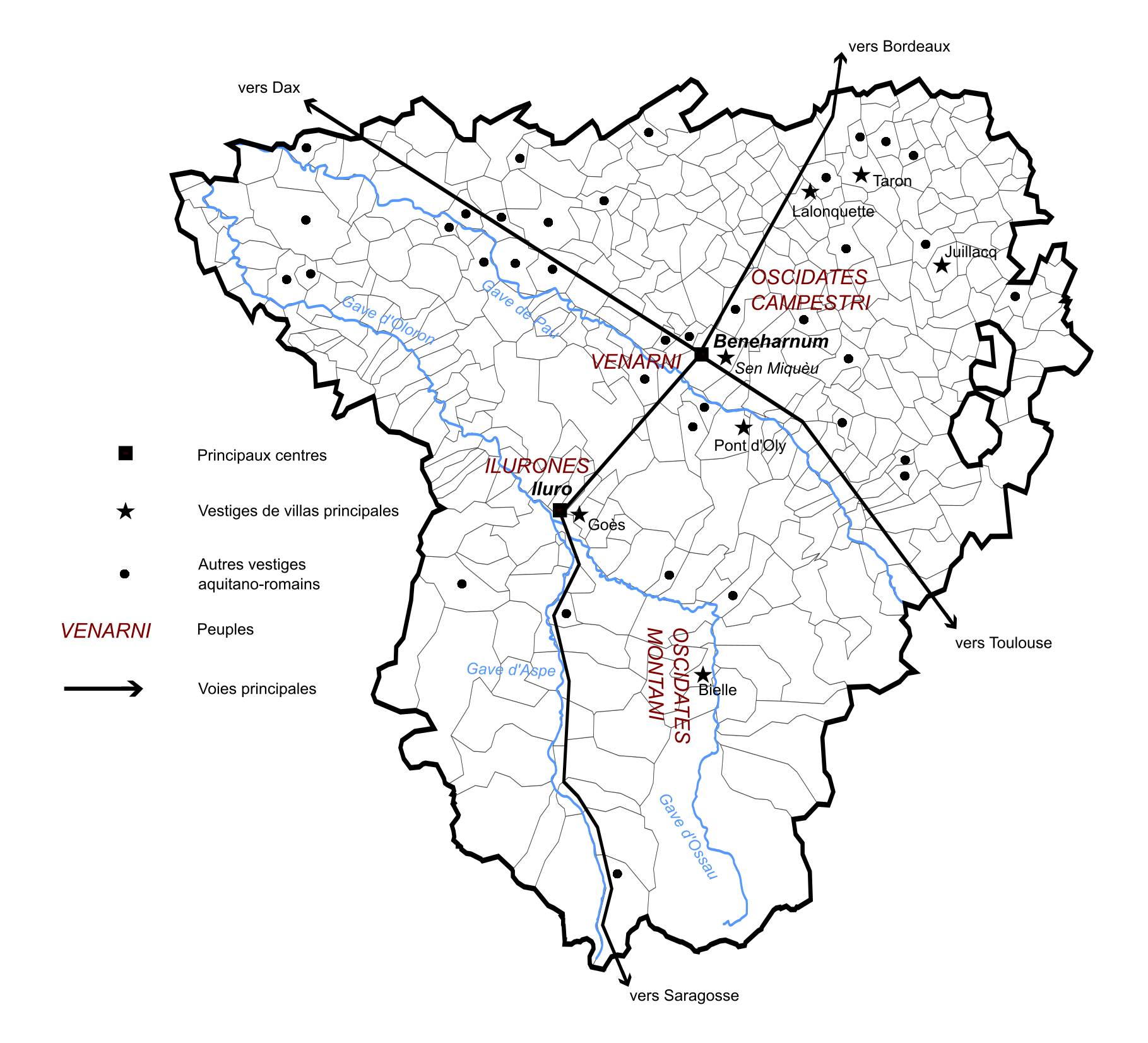
Le Béarn dans l'Antiquité

- Pont d'Oly à Jurançon, près de Pau ;
- camp romain sur les coteaux de Guindalos ;
- Bielle, dans la haute vallée d'Ossau ;
- Taron et Lalonquette, Nord-Béarn[33] ;
- Lescar, au quartier Saint-Michel[34].